# Кухна-Катаган
Кухна-Катаган (узб. Koʻxna Qatagʻon / Кўхна Қатағон) — посёлок городского типа, расположенный на территории Касбийского района Кашкадарьинской области Республики Узбекистан.

Статус посёлка городского типа с 2009 года.